# Eudissoctena
Eudissoctena is een geslacht van vlinders uit de familie zakjesdragers (Psychidae). De wetenschappelijke naam van het geslacht is voor het eerst geldig gepubliceerd in 1935 door Hans Rebel.
De typesoort van het geslacht is Eudissoctena maurella Rebel, 1935

## Soorten
- Eudissoctena atlanticella (Chrétien, 1922)
- Eudissoctena aurantiaca Sobczyk & Bläsius, 2013
- Eudissoctena cognata Sobczyk & Bläsius, 2013
- Eudissoctena dumonti Lucas, 1932
- Eudissoctena maroccana Sobczyk & Bläsius, 2013
- Eudissoctena maurella Rebel, 1935
- Eudissoctena minimella Rebel, 1935
- Eudissoctena minorella Rebel, 1935
- Eudissoctena ochraceella Rebel, 1936
- Eudissoctena ourika Sobczyk & Bläsius, 2013
- Eudissoctena straminella Sobczyk & Bläsius, 2013
- Eudissoctena toubkalana Sobczyk & Bläsius, 2013